# Manly (Sydney)
Pour les articles homonymes, voir Manly.

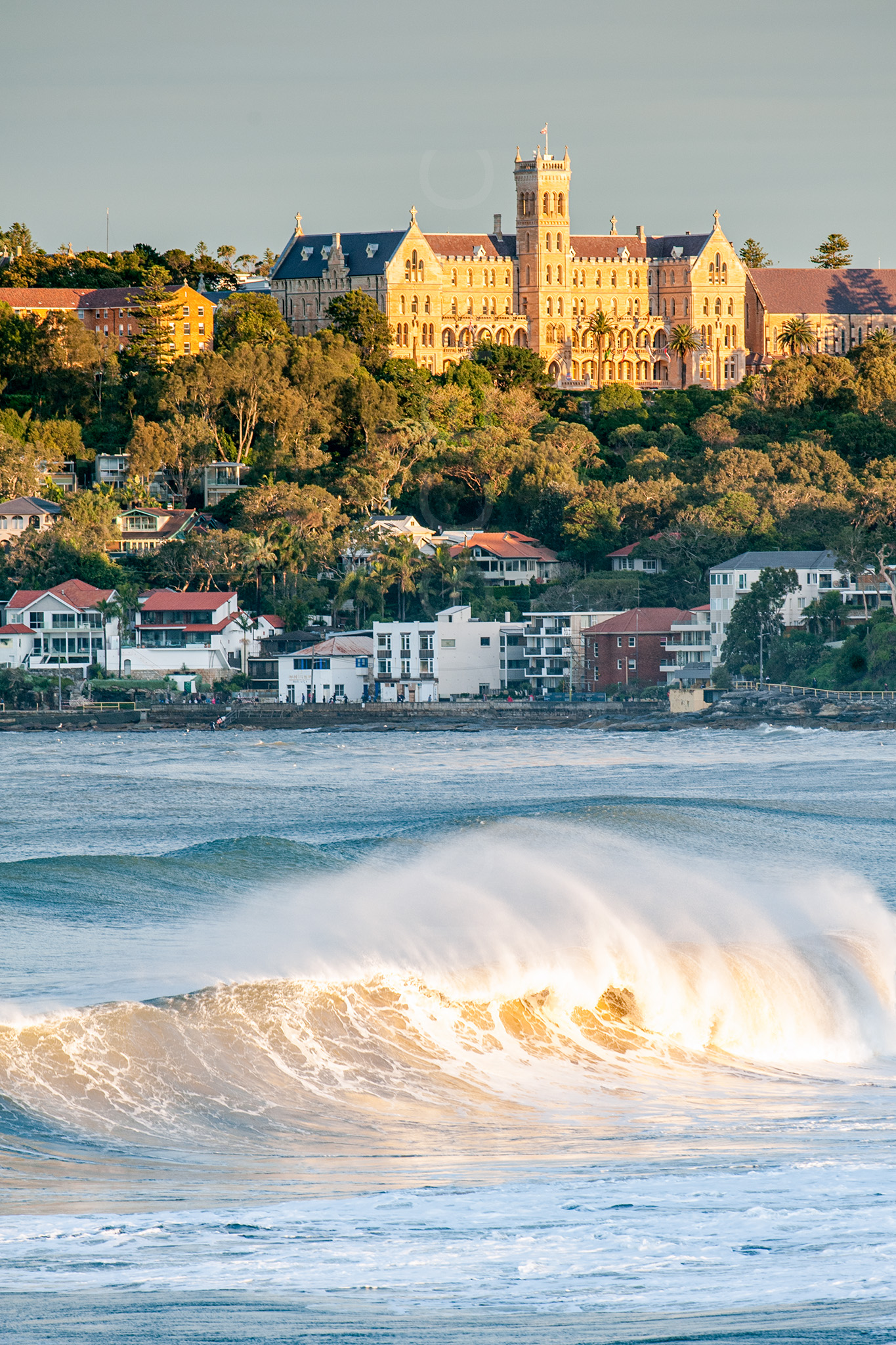
Le "Chateau" de Manly Beach derrière les grosses vagues de la plage.

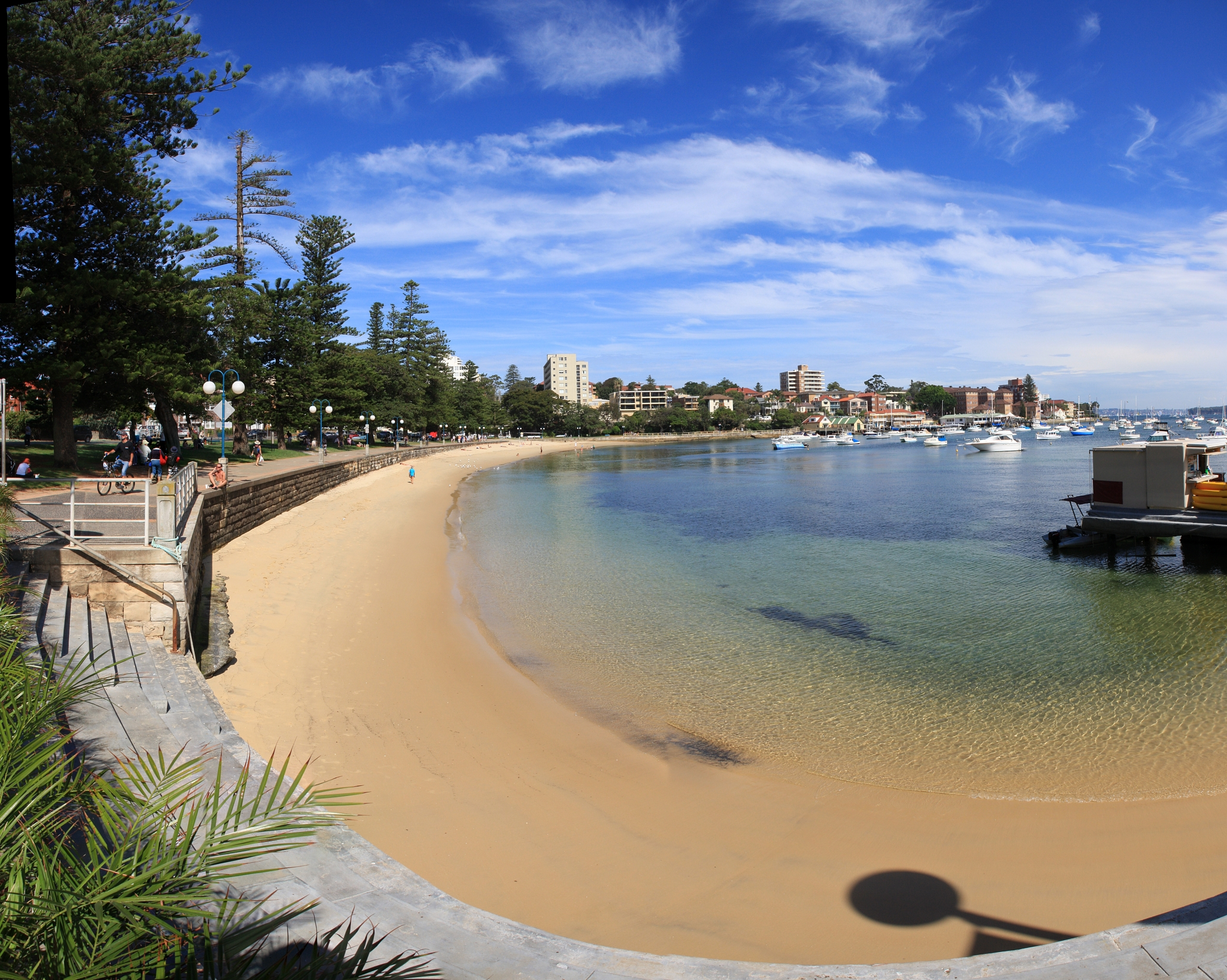
Baie, Océan et Lagon Sydney Harbour, Manly.

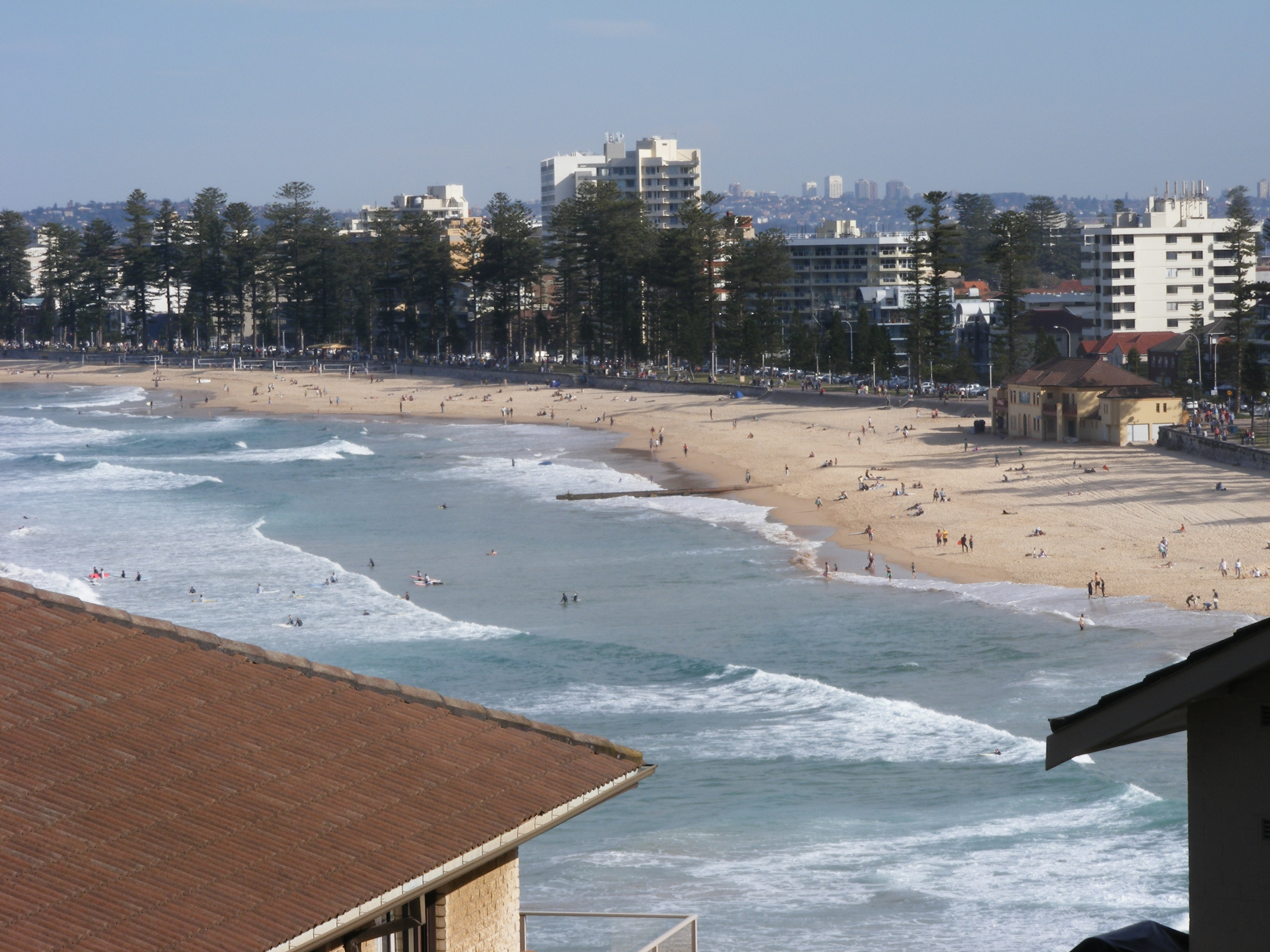
Manly Beach

Manly est un quartier de Sydney situé au nord-est de l'agglomération réputé pour sa plage Manly Beach considérée comme l'une des principales stations balnéaires de la ville avec Bondi. Contrairement à cette dernière, Manly a la particularité d'avoir deux fronts de mer, l'un sur l'Océan Pacifique (Manly Beach), l'autre sur la baie de Sydney.

## Géographie
Manly se situe à l’extrémité sud de la péninsule de Manly Warringah, le long  des "plages du nord" de Sydney, juste au nord de l’entrée de la baie de Sydney. La superficie de cette zone est de 16.26 km² avec une frontière de 39,4 km dont 29,9 km de côte maritime.
Aucun endroit de Manly n’est éloigné de plus de 1 km, soit de l’océan Pacifique soit de la baie de Sydney.
La topographie de manly est caractérisée par une haute arête allant des hauteurs de Balgowlah avec de pentes raides faisant face au nord de la baie alors que les pentes sont plus douces vers le nord et un  plateau à l’ouest de Balgowlah et de Seaforth avec un escarpement très raide qui baisse jusqu’au littoral. Le relief de cette zone va du niveau de la mer jusqu’à son point culminant, qui se situe à Banty Bay Reserve, 121.1 m au-dessus du niveau de la mer.
Jusqu’au nord, la majorité de cette zone est bordée par Burnt Bridge Creek qui va du nord-ouest de Seaforth jusqu’au lagon de Manly. Le centre de la ville de Manly se situe sur  un étroit isthme de sable séparant les eaux de l’océan Pacifique à celles de la baie de Sydney.

## Histoire

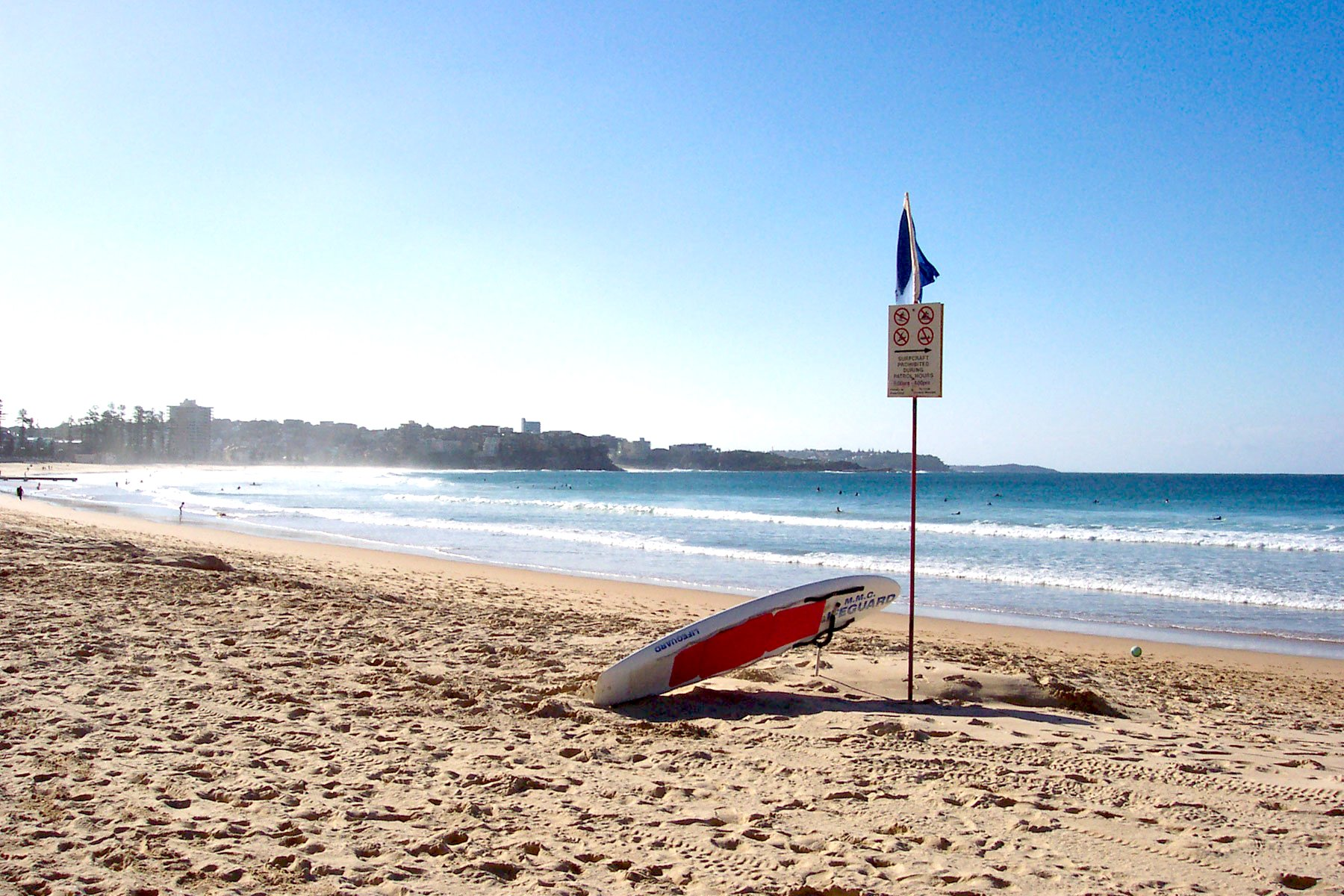
Manly Beach

Manly fut découverte et baptisé par le capitaine Arthur Phillip au même moment que la ville de Sydney, entre le 21 et 23 janvier 1788. Le capitaine Arthur Phillip  était impressionné par la confiance et l’attitude des aborigènes des tribus "Cannalgal" et "Kayimai" qui naviguaient à côté de son navire lorsqu’il explorait Port Jackson (Port de Sydney) en janvier 1788. Il attribua le nom de Manly Cove (Crique de Manly) à l’endroit où ils se rencontrèrent. Le lieu exact de cette rencontre reste toutefois inconnu.
Manly resta isolée de nombreuses années. Il fallait suivre une route de plus de 70 miles pour aller à Manly depuis Sydney en passant par Parramatta, Hunters Hill, Lanne Cove et Narrabeen (en). L’autre route obligeait à traverser la baie en bateau au niveau de Nord Sydney.
Seuls quelques villageois furent capables d’habiter à Manly grâce à la pêche et à l’agriculture avant que Henry Gilbert Smith, le fondateur du village arrive en 1853.
En juin 1855, Henry Gilbert Smith écrit à son frère : « L’amusement qui provient des améliorations réalisées à Manly est sans aucun doute la cause de ma grande joie. En fait, je n’ai jamais connu un seul jour moribond ici. Je devrais être ici avec vous si je n’avais pas ce loisir, en pensant que je fais quelque chose de bien en créant un village ou une station balnéaire pour les habitants de Sydney »
Il acheta de vastes bandes de terre pour sa vision de Manly, avec sa plage splendide donnant sur l’océan et ses criques sablonneuses abritées, qui devait devenir « la station balnéaire préférée des colons ». Il créa un service de ferry, construisit des hôtels et fit don de terrains pour bâtir des écoles et églises. Il disposait d’un plan ambitieux pour Manly mais le changea en un design plus pragmatique constitué de plus petites parcelles. 
Manly Council (La Mairie de Manly) devint une entité gouvernementale indépendante le 6 janvier 1877. 
Le développement de Manly fut lent mais, à partir de 1877, la ville commença à devenir une station balnéaire prospère.

## Économie

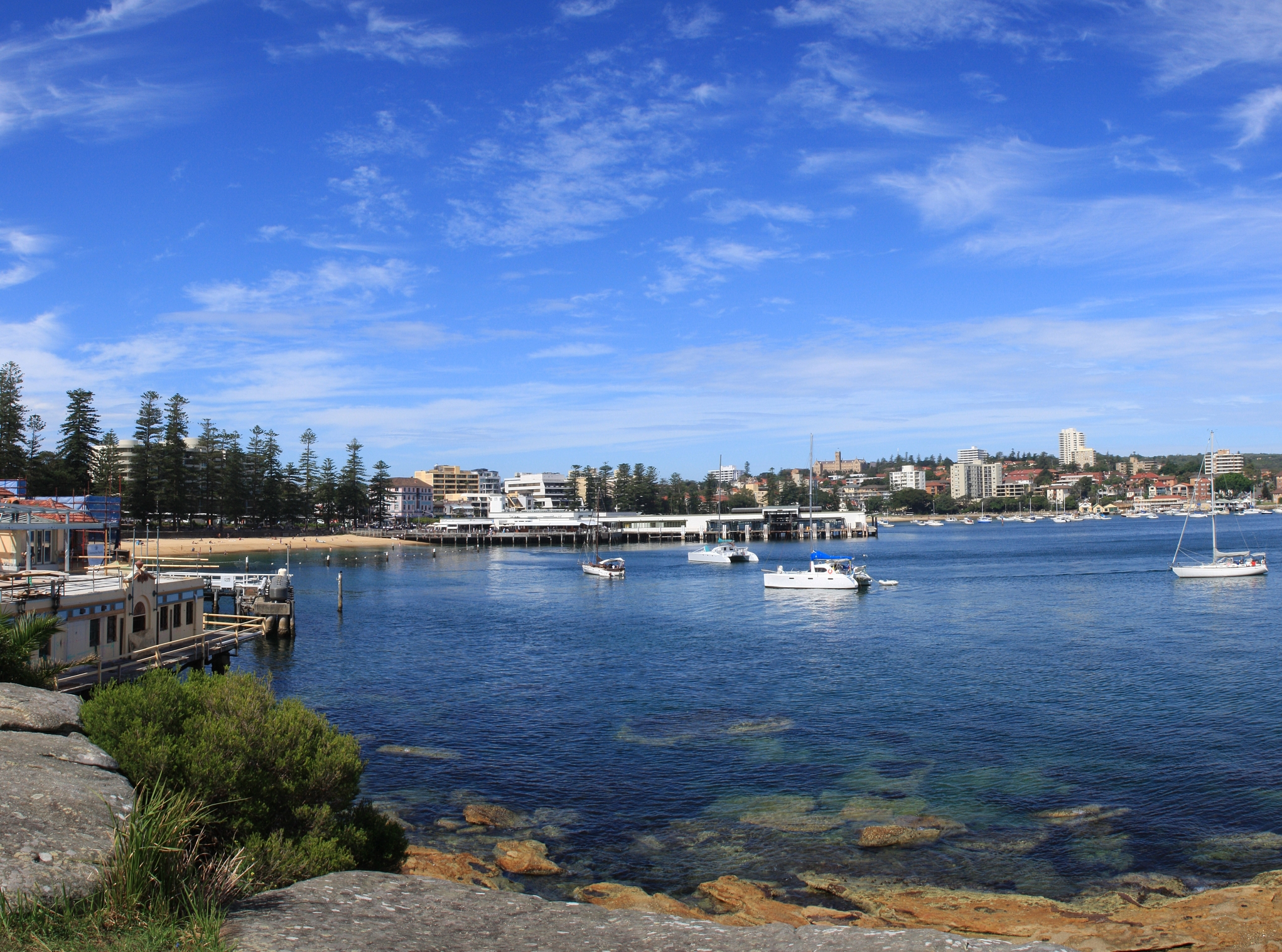
Baie, Océan et Lagon Sydney Harbour, Manly.

Manly dispose de riches et diverses zones résidentielles, touristiques, industrielles, naturelles et d’affaires. Ce quartier est bien connu pour son environnement naturel avec des espaces tels que Sydney Harbour, North Head, Harbour foreshores et son front de mer sur l’Océan Pacifique.
Autant son espace naturel que sa partie urbanisée contribuent à faire de Manly un endroit attractif pour ses résidents ou ses touristes.

## Écologie
Les espaces publics sont importants aussi bien pour la conservation des écosystèmes naturels que pour les loisirs. Manly comprend 520 ha de parcs, réserves et espaces naturels représentant 32 % de sa surface totale (1626 ha).
En 1998, chaque habitant de Manly disposait de 143,3 m².

## Données principales
- Baie, Océan et Lagon

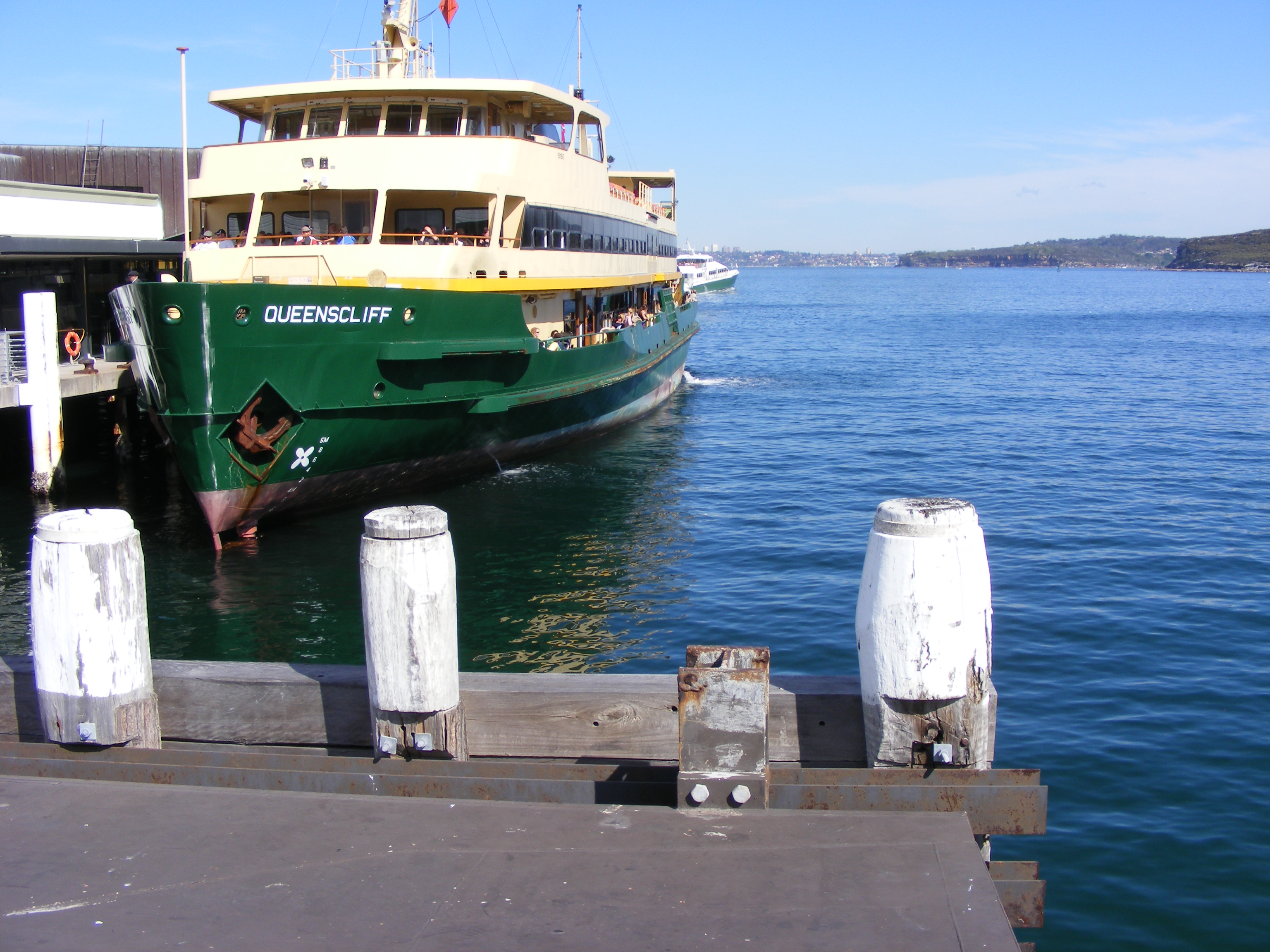
Manly ferry, Sydney Harbour

- club nautique Royal Queensland Yacht Squadron
- 47 Réserves naturelles
- Parcs nationaux  de North head, Dobrovd et Bantry Bay
- Oval de Manly (pour le Criquet et le Football Australien) et le Parc de Manly
- Piscine Olympique
- Chemin pédestre
- Aire de renouvellement de la végétation comprise dans la réserve du Parc National de la Baie de Sydney.
- Réseau cyclable
- Parc de skateboard
- Courts de Tennis
- Toilettes publiques

## Faune
La fragmentation des différents espaces biologiques à Manly a réduit l’habitat de beaucoup d’espèces autochtones et par conséquent leur nombre. Parmi ces espèces de la baie de Sydney, on peut recenser de nombreux mammifères tels que des bandicoots, oppossums, quolls, echidnaes ou encore diverses variétés de reptiles, amphibiens ou batraciens.

## Flore
Avec 47 réserves gérées par la mairie, il reste 29 ha d’espace vierge. Cependant, environ 90 % de cette surface est dégradée à cause de l’extension des activités humaines. D’autres parties de cet espace naturel restent des propriétés privées.

## Personnalités liées à la commune
- Clare Dennis (1916-1971), championne olympique de natation en 1932
- George Smith né en 1980 : joueur de rugby à XV
- Kylie Tennant (1912-1988), romancière

## Jumelages
Manly est jumelé avec :
- Oecusse (Timor-Leste) depuis le 18 juillet 2008
- Huntington Beach (États-Unis) depuis le 16 février 2012
- Taitō (Japon) depuis 1982
- District de Jing'an (Chine) depuis 2000
- Bath (Royaume-Uni)
- Haeundae (Corée du Sud) depuis 2000 inactif
- Selma (États-Unis) inactif

Manly a aussi développé des "traités d'amitié" avec :
- Odawara (Japon) depuis 2000
- Yeongdo (Corée du Sud) depuis le 29 mai 2009
- Gunnedah (Australie)